# Medallic Art Company

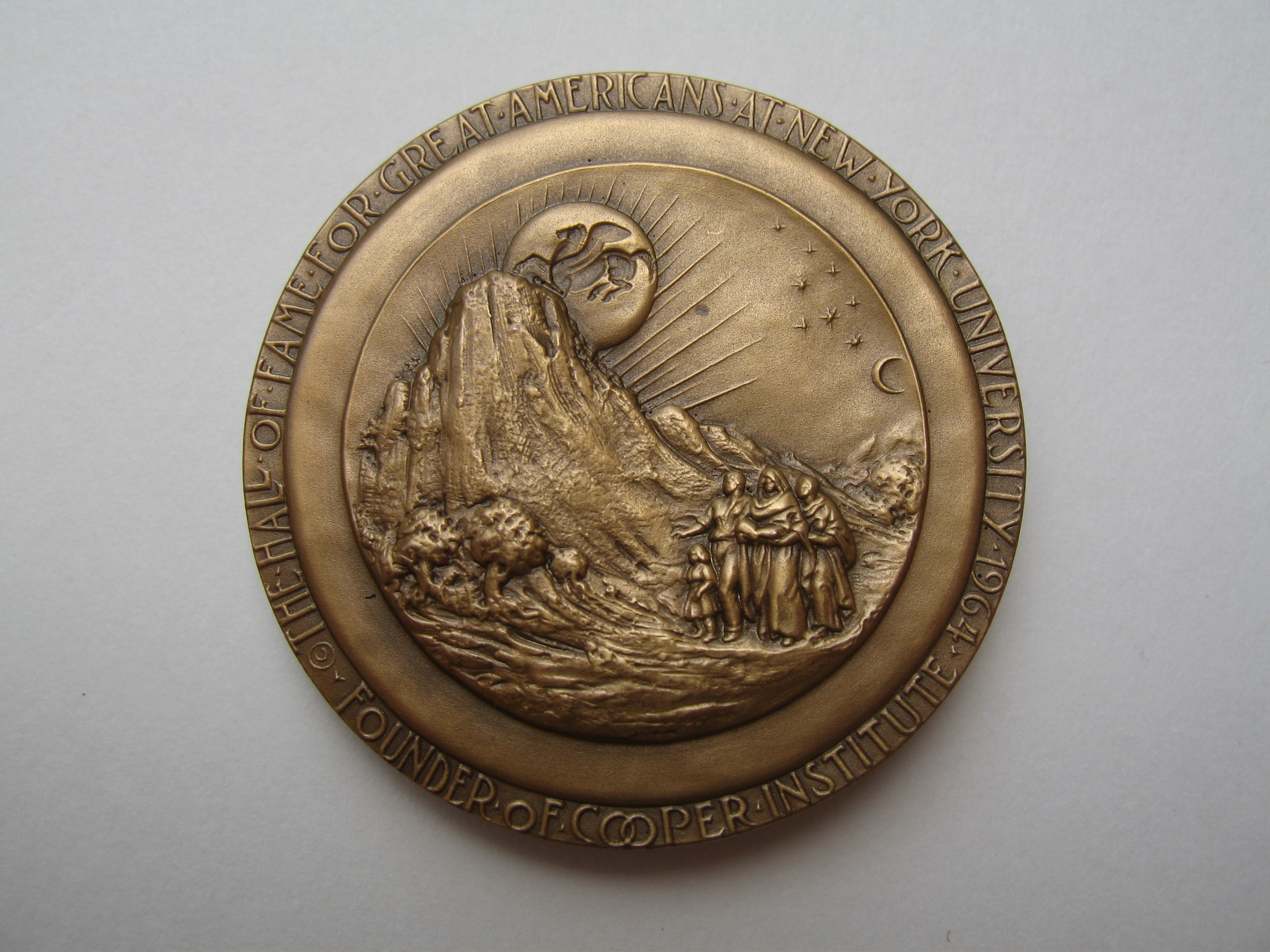
Cooper Medal reverse

Medallic Art Company, Ltd. basée à Dayton, dans le Nevada, est à une époque le plus ancien et le plus grand monnayeur privé d'Amérique et est spécialisé dans la fabrication de récompenses académiques, de masses cérémonielles, de médaillons, ainsi que de colliers et de médailles universitaires pour les écoles. Après avoir fait faillite en 2018, l'American Numismatic Society achète leurs importantes archives de médailles d'art, de matrices, de coquilles de matrices, de moulages en plâtre, d'archives photographiques et d'autres matériaux culturels importants. La Société lance une initiative, le projet MACO, pour identifier et publier ce matériel afin de le mettre à la disposition des chercheurs. 

## Histoire
Henri Weil, un sculpteur français vivant à New York, fonde la Medallic Art Company en 1903. Weil, ainsi que son frère Felix, travaillent chez Deitsch Brothers, une entreprise qui fabrique des ornements frappés sous pression pour les sacs à main féminins. Lorsque les styles de sacs à main changent, les frères Weil réutilisent les presses pour fabriquer des médailles et achètent la Medallic Art Company à Deitsch. L'une de ses premières commandes est la médaille Hudson-Fulton du Cercle des amis du médaillon en 1909,.
La Medallic Art Company est à l'origine située à Manhattan, New York, et déménage à Danbury, Connecticut en 1972, Sioux Falls, Dakota du Sud en 1991 puis à Dayton, Nevada en 1997 où elle exploite une installation de 115 000 pieds carrés (10 683,849 6 m2).
En août 1971, Joseph B. Hartzog Jr, directeur du Service des parcs nationaux, attribue un contrat à la société Roche Jaune Inc. de Kalispell, dans le Montana, pour produire une série de 37 médailles, appelée National Parks Centennial Series, représentant une scène de chacun des parcs nationaux américains. Les médailles, conçues par Frank Hagel, sont frappées par la Medallic Art Company, qui est encore en activité à New York à l'époque.
En juillet 2009, la compagnie est rachetée par la Northwest Territorial Mint, qui déclare faillite en avril 2016. En 2018, après une longue procédure de faillite, le nom commercial, le site web, les listes de clients, les archives, les outils, les machines spécifiques, certaines matrices Medallic appartenant à la société et d'autres biens de Medallic Art sont achetés par Medalcraft Mint, Inc. (Western District of Washington (Seattle) Bankruptcy Petition # : 16-11767-CMA). Les archives de Medallic Art  et environ 20 000 matrices antérieures à 1998 sont acquises de la faillite de la Northwest Territorial Mint en 2018 par l'American Numismatic Society, une institution basée à New York qui se consacre à la recherche, à la conservation et à l'éducation sur les pièces de monnaie et les arts médalliques. La Medallic Art Company fabriquait des médailles 2D et 3D personnalisées et a produit certaines des récompenses les plus distinguées au monde, comme le prix Pulitzer, le prix Peabody, les médailles Newbery et Caldecott, et les médailles inaugurales de onze présidents américains,. Elle a également frappé des médailles pour deux importantes séries d'art métallique aux États-Unis : le Cercle des amis du médaillon et la Société des médaillistes.